# Troll (musikalbum)
Troll är det andra studioalbumet av det norska folk metal-bandet Lumsk. Skivan innehåller åtta låtar och släpptes 24 maj 2005 av skivbolaget Tabu Recordings.

## Låtlista
1. "Nøkken" – 3:33
2. "Dunker" – 4:03
3. "Åsgårdsreia" – 4:33
4. "Trolltind" – 4:16
5. "Allvis" – 6:41
6. "Perpålsa" – 3:37
7. "Blæster" – 8:39
8. "Byttingen" – 5:00

- Text: Birger Sivertsen / Kristin Sivertsen
- Musik: Espen Godø (spår 1–5, 7, 8), Ketil Sæther (spår 1, 3, 6), Siv Lena Waterloo Laugtug (1, 4, 6)

## Medverkande
Musiker (Lumsk-medlemmar)
- Espen Warankov Godø – keyboard, klavér, orgel
- Eystein Garberg – gitarr
- Espen Hammer – basgitarr
- Alf Helge Lund – trummor
- Siv Lena Waterloo Laugtug – violin
- Ketil Sæther – gitarr
- Stine-Mari Langstrand – sång

Bidragande musiker
- Steinar Årdal – sång
- Andreas Kjerkol Elvenes – sång
- Erik Johannessen – fagott
- Annette Foss – flöjt
- Anne Våg Aaknes – violin, viola
- Tora Stølan Ness – violin
- Per Christian Jørstad – cello
- Stian Omenås – trumpet
- Stian Hovland Pedersen – berättare

Kör
- Sopran – Anja Eline Skybakmoen, Anne Siri Norland, Cecilie Øvrebø, Eva Holm Foosnæs, Gjertrud Seter Hendseth, Hanne Jule, Helene Hesselberg Rendal, Liv Mari Schei, Marianne Konstanse Gjeldnes
- Alt – Anne Lise Ofstad Aar, Camilla Rusten, Heidi Totsås, Kjersti Østerås, Marte Øien, Monica Anette Rusten, Tori Nedregård Økdal

Produktion
- Lumsk – producent, ljudtekniker, ljudmix
- Stein Bratland – producent, ljudtekniker, ljudmix
- Pete in de Betou – mastering
- Per Spjøtvold – omslagsdesign, omslagskonst
- Stein-Rune Kjuul – foto